# Pteroptyx similisantennata
Pteroptyx similisantennata is een keversoort uit de familie glimwormen (Lampyridae). De wetenschappelijke naam van de soort is voor het eerst geldig gepubliceerd in 1987 door Ballantyne.